# 本間多恵
本間 多恵（ほんま たえ、1986年4月20日 - ）は、日本の女優、タレント、プロレスラー。愛知県西春日井郡豊山町出身。2015年3月までは水野 多恵（みずの たえ）として活動。

## 略歴
2011年
劇団ポプラにて全国ツアーキャストとして芸能活動開始。2年間ミュージカルの活動を経て、フリーの舞台女優に転向する。
2015年
4月から女子プロレス団体Beginningの選手として活動を始める。
5月31日、Beginningプロモーション「アクトレスガールズBeginning～プロローグ～」新木場1stRING大会における角田奈穂戦でデビュー。
12月26日、REINA女子プロレス主催、Beginning提供試合にて後楽園ホールデビュー。
2016年
3月27日、Beginning新木場大会ACT6にて堀田祐美子とシングルマッチで対戦。この試合で左膝前十字靭帯断裂及び半月板損傷。
2017年
3月5日、約1年間の療養を終え、Beginning新木場大会ACT17にて復帰戦を行う。
3月20日、全日本プロレス横浜ラジアントホール大会にBeginning提供試合で参戦。
3月26日、Beginning新木場大会ACT18にて、復帰後初勝利。
5月4日、堀田自主興行でコマンド・ボリショイと対戦。
5月21日、Beginning大館大会で真琴と一騎打ち。28日には高瀬みゆき戦を行う。
8月13日、Beginning ACT23新木場大会に出場し、アクトレスガールズ1期生の角田奈穂と、プロローグ大会以来のシングルマッチを行う。
8月27日、全日本プロレス45周年記念両国国技館大会 ～新たなる決意～に第0試合で出場。 
10月15日、Beginning ACT25新木場大会において、安納サオリが保持するPOP選手権に挑戦するも、13分57秒、二段式ジャーマン・スープレックス・ホールドで敗れる。
2018年
2月3日、新団体J@st（ジャスト）とのダブル所属となることが発表される。
9月より角田とのタッグ名を「【以下省略。】」と命名。
9月25日、Beginning初の王者決定戦、アクトレスガールズシングルチャンピオン決定トーナメントに出場。1回戦は飴宮さゆりを撃破。10月9日、2回戦で関口翔に敗北。
2019年
4月よりメキシコへ約2週間の短期遠征。4月19日、CMLL・アレナ・メヒコ定期戦に出場したほか、現地メディアにも出演。33歳の誕生日はメキシコで迎えた。変形アキレス腱固め「メジャモ☆タエ」を武器に30日に帰国。
12月21日、アイスリボン新木場大会においてトライアングルリボン王座に挑戦し3WAYマッチを行い、王者のテキーラ沙弥と米山香織を下し初タイトルを獲得。
2021年
6月20日の試合で右膝を負傷。膝の脱臼・前十字靭帯断裂の診断を受ける。9月半ばに靭帯再建手術をおこない、その後はリハビリに努める。
12月31日、アクトレスガールズのプロレス活動終了およびBeginning解散に伴い、約6年半関わったアクトレスガールズを卒業。プロレスラーとしての活動は継続する。
2022年
3月20日、アイスリボン後楽園大会の開始前に登場し、5月4日のアイスリボン横浜武道館大会で復帰する事を表明した。
5月4日、アイスリボン横浜武道館大会II、第3試合、アクトレスガールズ一期生どうしの、安納サオリ、尾崎妹加と組み、雪妃魔矢、櫻井裕子、NATSUMI with ラム会長をあいてに6人タッグ戦をおこない、復帰を果たす。

## 人物
- 好きなものは、ディズニー（とくにドナルドダック）、adidas、VivienneWestwood、肉、マカロン。
- 趣味は、映画鑑賞、カラオケ、筋トレ。
- 特技は、ヘアメイク、ものまね、和太鼓。
- キャッチフレーズ：トラブル前にホウレンソウ（報告・連絡・相談）！！
- キャッチコピー：特攻隊長
- 目標：知名度68％のタレント
- 保有資格：ヘアメイク検定、フェイシャル認定、着付け検定、ネイル３級、ビジネスマナー準１級。
- Beginningの安納、万喜、角田の3人はプロレス始める前からの知り合い。舞台での共演やヘアメイクとして関わっていた。
- 2016年に膝を怪我するが、その1年間は松葉杖生活ながらリハビリなどでシェイプアップ。膝以外は心身ともに健康となって復帰を果たした。
- デビューするまでプロレスについての知識は皆無だった[12]。

## タイトル歴
- トライアングルリボン王座（第35代）
- AWGタッグ王座（初代、パートナーは尾崎妹加）
- W.W.W.D認定世界タッグ王座（第19代、パートナーは尾崎妹加）
- WAVE認定タッグ王座（第37代、パートナーは尾崎妹加）

## 入場曲
- First Ring / 本間多恵
2016年1月から使用。本人は歌唱だけでなく作詞も担当[13]。
- SPiCEAP / 本間多恵&尾﨑妹加
2022年5月から尾﨑とのタッグ「SPiCEAP」で試合に臨む際に使用。歌唱は本人。作詞と作曲はドンボルカン山口だが、本間と尾﨑で考えた詞も一部取り入れられてる[14]。

## 出演

### テレビ
- マスターコレクション（千葉テレビ）

### 舞台
2011年　「劇団ポプラ公演」
- 尾崎豊物語～心の景観～　（脚本/演出：木島恭）（監修/須藤晃）
- シンドバットの大冒険　（脚本/演出：木島恭）
- とべないホタル　（脚本/演出：木島恭）

2012年　「劇団ポプラ公演」
- 尾崎豊物語～心の景観～　（脚本/演出：木島恭）（監修/須藤晃）
- シンドバットの大冒険　（脚本/演出：木島恭）
- 大どろぼうホッツェンプロッツ　（脚本：神野純市）（演出：村上寿）

2013年　「パン・プランニング公演」
- 見えない人たち　（脚本/演出：是枝正彦）
- Shall we Judge!?　（脚本/演出：是枝正彦）

2014年
- パン・プランニング公演『ブルースな日々「あぁガス欠！」』　（脚本/演出：是枝正彦）
- 株式会社ワイアールジャパンプロデュース公演『0120～フリーダイヤル～』　（脚本：川田早矢加）（演出：清水宗史「X-QUEST」）
- 株式会社FPアドバンス公演『未完成の本棚』（脚本/演出：川田早矢加）

2015年
- スターダムプロモーション公演『ハルジオン』（脚本：濱本七恵）（演出：大野清志「X-QUEST」、安ケ平聡子）
- 『the END』（脚本/演出：川田早矢加）
- 株式会社ワイアールジャパンプロデュース×スターダムプロモーション公演『SPLIT DECISION2』（脚本：森川治）（演出：大野清志「X-QUEST」）
- ステヴィア公演『流星降る夜に』（脚本：澤根孝浩）（演出：谷口健太郎）

2016年
- Beginning公演『The Card』（脚本：川手ふきの）（演出：内堀克利）
- Beginning公演『Great JUSTIE～地上30ｍのヒーロー～』（脚本：川手ふきの）（演出：鼓太郎）

2018年
- AWG「カウント2.9！」（7月26日 - 7月29日、新木場1stRING）

### ウェブテレビ
- 美人が集結！4.23大会の見所をきいちゃおう！（2017年4月21日、ニコニコプロレスチャンネル）[15]

## 得意技
- メジャモ☆タエ
  - 変形のアキレス腱固め
- 名古屋名物 金の鯱鉾固め
- 飛びつき腕ひしぎ十字固め
- 特攻ホールド
  - 中川ともかの「120%スクールボーイ」と同型
- 多恵ロックⅡ
  - 首4の字をかけつつの腕十字